# Аурихальцит
Аурихальцит (от лат. aurum — «золото» и др.-греч. χαλκός — «бронза») — минерал класса карбонатов.
Вторичный в зонах окисления. Образуется в результате изменения минералов цинка и меди под влиянием карбонатосодержащих вод.
Растворяется в кислотах и в аммиаке.
Месторождения аурихальцита обнаружены в цинковых рудниках Монтепони в Иглезиасе и Росас вблизи Сульчис на Сардинии. Встречаются также в России (Алтай), Франции, Юго-Западной Африке и др.
Советский исследователь проблем Атлантиды химик Н. Ф. Жиров считал, что упоминавшийся античными авторами драгоценный сплав орихалк включал в себя соединения аурихальцита.